# Campionato europeo maschile under 18 di calcio 1998
Il Campionato europeo Under-18 1998 fu organizzato a Cipro dal 19 al 26 luglio. Il torneo, inoltre, è valido anche come qualificazioni per il campionato mondiale di calcio Under-20 1999.

## Squadre qualificate
- Cipro (Nazione ospitante)
- Croazia
- Germania
- Inghilterra
- Irlanda
- Lituania
- Spagna
- Portogallo

## Gironi

### Gruppo A
| Squadre    | P | V | N | P | GF | GS | DR | Pts |
| ---------- | - | - | - | - | -- | -- | -- | --- |
| Germania   | 3 | 2 | 0 | 1 | 11 | 4  | +7 | 6   |
| Portogallo | 3 | 2 | 0 | 1 | 5  | 2  | +3 | 6   |
| Spagna     | 3 | 2 | 0 | 1 | 5  | 6  | -1 | 6   |
| Lituania   | 3 | 0 | 0 | 3 | 2  | 11 | -9 | 0   |

| 19 luglio | Lituania   | 1-7 | Germania   |
|           | Spagna     | 2-1 | Portogallo |
| 21 luglio | Portogallo | 2-0 | Lituania   |
|           | Germania   | 4-1 | Spagna     |
| 23 luglio | Portogallo | 2-0 | Germania   |
|           | Spagna     | 2-1 | Lituania   |

### Gruppo B
| Squadre     | P | V | N | P | GF | GS | DR | Pts |
| ----------- | - | - | - | - | -- | -- | -- | --- |
| Irlanda     | 3 | 2 | 0 | 1 | 8  | 3  | +5 | 6   |
| Croazia     | 3 | 2 | 0 | 1 | 8  | 5  | +3 | 6   |
| Inghilterra | 3 | 2 | 0 | 1 | 3  | 4  | -1 | 6   |
| Cipro       | 3 | 0 | 0 | 3 | 1  | 8  | -7 | 0   |

| 19 luglio | Croazia     | 2-5 | Irlanda     |
|           | Inghilterra | 2-1 | Cipro       |
| 21 luglio | Croazia     | 3-0 | Cipro       |
|           | Inghilterra | 1-0 | Irlanda     |
| 23 luglio | Croazia     | 3-0 | Inghilterra |
|           | Irlanda     | 3-0 | Cipro       |

## Finale terzo posto
| Arbitro: | Valentin Ivanov |

|  |                      |  |
|  | Tiri di rigore 4 – 5 |  |

## Finale
| Arbitro: | Eric Romain |

|           |                      |             |
| Quinn 70’ | Marcatori            | 89’ Gensler |
|           | Tiri di rigore 4 – 3 |             |

## Squadre qualificate al mondiale under-20
- Croazia
- Germania
- Inghilterra
- Irlanda
- Spagna
- Portogallo